# B-211 (Maschine)
B-211 ist die Bezeichnung einer elektromechanischen Rotor-Chiffriermaschine, die um das Jahr 1932 durch den Schweden Boris Hagelin (1892–1983) bei der schwedischen Firma A.B. Cryptograph entwickelt wurde.

## Geschichte
Die Firma A.B. Cryptograph (A.B. steht als Abkürzung für schwedisch aktiebolag, deutsch Aktiengesellschaft, und Cryptograph bezeichnet das Arbeitsgebiet „Geheimschreibmaschinen“) war bereits 1915 durch Hagelins Landsmann Arvid Damm (1869–1927) in Stockholm gegründet worden. Boris Hagelin trat im Jahr 1922 in die Firma ein und entwickelte dort 1925 mit dem Prototyp der B-21, seine erste Chiffriermaschine. In den darauffolgenden Jahren kümmerte er sich um den Vertrieb seiner Maschine und unternahm dazu eine Reihe von Auslandsreisen. Insbesondere zeigte die französische Armee Interesse, verlangte aber eine Druckfunktion.
Daraufhin ersetzte Hagelin kurzfristig das Lampenfeld der B-21 durch ein Typenraddruckwerk und nannte die neue Maschine B-211. Der Klar- beziehungsweise Geheimtext wurde auf einen Papierstreifen gedruckt. Im Gegensatz zur Vorläuferin B-21 und auch zu vielen anderen Chiffriermaschinen, wie beispielsweise der deutschen Enigma, arbeitete die B-211 nicht nur mit Buchstaben. Zwar erzeugte sie als Geheimtext stets Buchstaben, der Klartext konnte jedoch auch Ziffern und einige Sonderzeichen enthalten.
Noch vor dem Zweiten Weltkrieg wurden 500 Stück der B-211 gefertigt und ausgeliefert. Nach dem Krieg bestellte die französische Armee weitere 100 Exemplare.

## Russische Variante

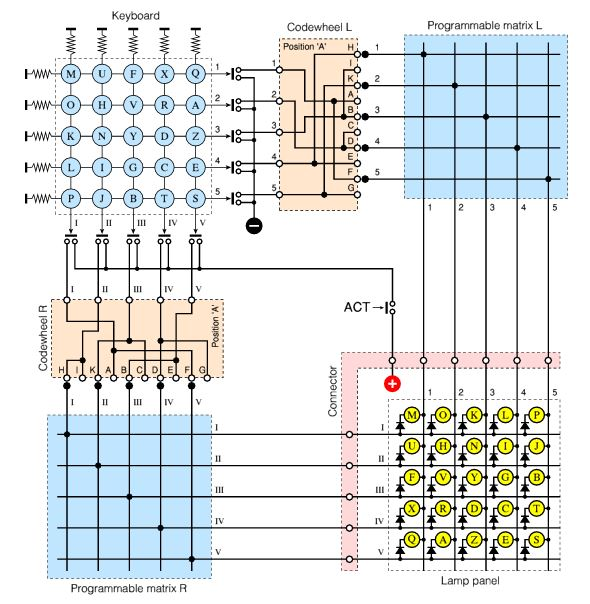
Statt der von der B-21 bekannten und auch bei der B-211 verwendeten 5 × 5-Schaltmatrizen wurden bei der russischen Variante 5 × 6-Matrizen verwendet.

Noch vor dem Krieg waren zwei Maschinen an die russische Handelsdelegation in Stockholm gegangen. Diese wurden kurz darauf in der Sowjetunion analysiert und in modifizierter Form nachgebaut (siehe auch: „Foto der nachgebauten B-211 für kyrillisches Alphabet“ unter Weblinks). Die wichtigste Änderung war die Erweiterung der 5 × 5-Schaltmatrizen auf 5 × 6. So war es möglich, die im Vergleich zum lateinischen Alphabet höhere Buchstabenanzahl des kyrillischen Alphabets zu verschlüsseln. Auch die Tastatur und das Druckwerk wurden entsprechend angepasst.